# Mi-2攻撃型 (航空機)

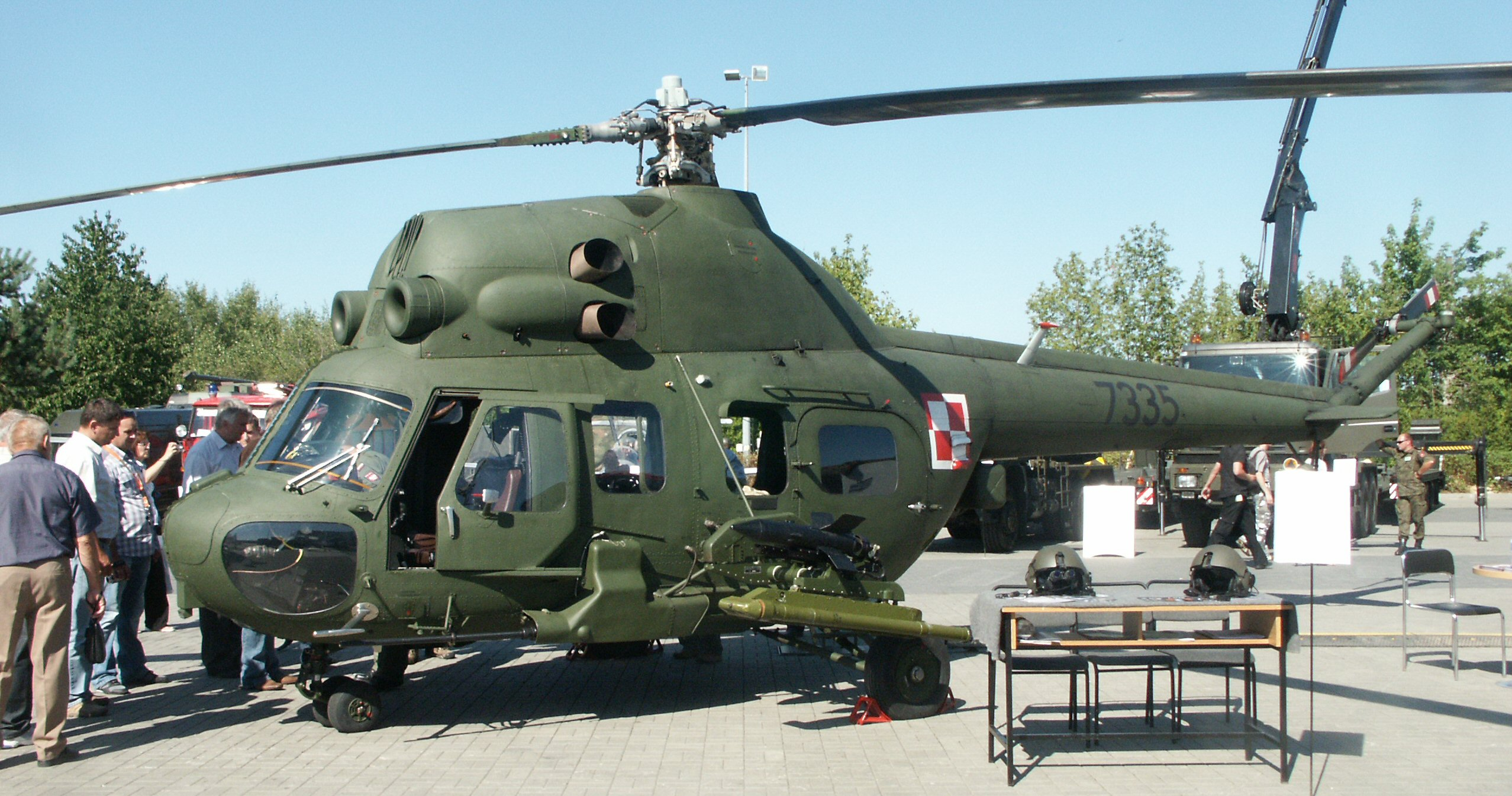
Mi-2URP-G グニェヴォシュ（ポーランド陸軍）

Mi-2（ポーランド語：Mi-2 ミー・ドヴァー）は、ソ連で開発され、ポーランドのPZL-シフィドニク（PZL-Świdnik/Polskie Zakłady Lotnicze-Świdnik ポールスキェ・ザクワードィ・ロトニーチェ・シフィードニク）で生産されている小型のヘリコプターである。このページでは、そのうちの攻撃ヘリコプター型を扱うこととする。

## 概要

### 開発
Mi-2 ホプライトは大量に生産されて多数の派生型が開発・生産されているが、その内、敵を攻撃し、敵部隊を弱体化させて味方の地上部隊を援護することを目的とする攻撃ヘリコプター型は、大きく分けて2種類が開発されている。一方は非装甲・軽装甲車両や陣地、人間など「軟らかい目標」を標的とする無誘導兵器を大量に搭載するもの、もう一方は戦車など「硬い目標」を標的とする対戦車ミサイルを装備するものである。前者はMi-2US、後者はMi-2URPとして開発された。また、Mi-2URNは前者の発展型であり、Mi-2URP-GやMi-2URSは後者の発展型である。

### 状況
かつてポーランドでは多数のMi-24D/W ハインドを攻撃ヘリコプターとして運用しており、自国製のMi-2URNなどはその補助的役割を与えられていた。現在ではMi-24WとW-3W ソクウなどとともに運用されているが、耐用年数の問題も生じており、近年中にポーランドの攻撃ヘリコプターはPZL-シフィドニク製のW-3Wシリーズに代替、統一される計画である。なお、汎用ヘリコプターのMi-2 ホプライトや水上ヘリコプターのMi-14 ヘイズもW-3シリーズによって代替される予定であり、ポーランド軍では運用するヘリコプターの国産化が進んでいるといえる。
なお、基本型のMi-2はソ連をはじめとする多くの国や地域・機関に輸出・配備がされているが、攻撃ヘリコプター型のMi-2はいずれもポーランド空軍のみでの運用となっていた。しかし、1990年代にミャンマー空軍が、ポーランドから新品のW-3とともに中古のMi-2攻撃型を入手しており、ミャンマー国内での対反乱作戦に従事している。同時期に発生したイラワジ川沿岸の反乱ではMi-2はガンシップヘリとして、兵員輸送用のW-3、Mi-17、捜索救難用のUH-1Hとともにヘリボーン作戦に出動している。

## 生産型

### Mi-2US
ポーランドのPZL-シフィドニク社で生産されていた小型の汎用ヘリコプターMi-2 ホプライトを基に開発された援護射撃ヘリコプター。名称は「射撃武装つきMi-2」（z uzbrojeniem strzeleckim）を意味する。機体左側にNS-23KM（НС-23КМ） 23mm機関砲1門を固定装備し、PKT（ПКТ） 7.62mm機銃4門をそれぞれ別個のコンテナでパイロンに搭載する。それ以外に、乗員が機内から射撃できるRPK（РПК） 7.62mm機銃2門を左右の窓に据えることができる。

### Mi-2URN「ジュミヤ」
Mi-2USの発展型。名称は「無誘導ロケットによって武装されたMi-2」（uzbrojony w rakiety niekierowane）を意味する。愛称は「ジュミヤ」（Żmija ジュミーヤ）。マルス2（MARS-2）と呼ばれる無誘導ロケットユニットを2基搭載する。マルス2は、ソ連で開発された無誘導ロケットユニットUB-16-57（УБ-16-57）の派生型で、直径57 mmのS-5（С-5）無誘導ロケット弾16発を内蔵する。

### Mi-2URP「サラマンドラ」
名称は「対戦車ロケット（ミサイルのこと）によって武装されたMi-2」（uzbrojony w rakiety przedwpancerne）を意味する。愛称の「サラマンドラ」（Salamandra サラマーンドラ）はポーランド語でサラマンダーのこと。NS-23KM機関砲1門、RPK機銃2門、そして、外部燃料タンクのかわりに9M14M マリュートカ-M（9М14М Малютка-М）対戦車誘導ロケット（ミサイル）を搭載する。対戦車誘導ロケットは計器盤上でオペレーターによって制御される。オペレーター席は操縦士席の右側である。なお、「マリュートカ」（малютка）とはロシア語で「赤ん坊、ちびっ子、ちいさなもの」のこと。その名の通り小型のミサイルである。

### Mi-2URP-G「グニェヴォシュ」

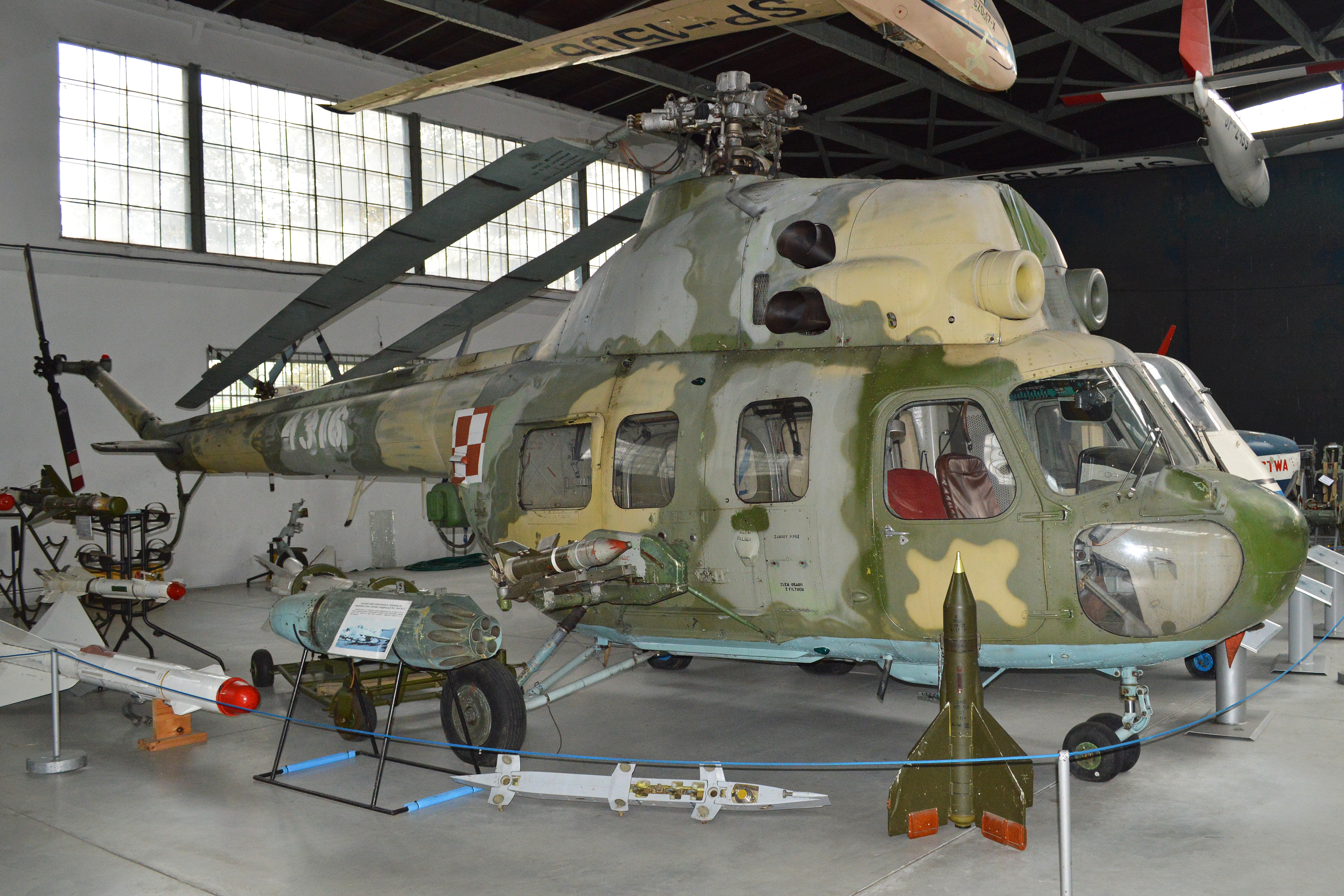

Mi-2URPの発展型。愛称は「グニェヴォシュ」（Gniewosz グニェーヴォシュ）。Mi-2URPの装備に加え、自動誘導式の9M32M ストレラ-2M（9М32М Стрела-2М）対空誘導ロケットを運用する改良型。また、100 kgまでの爆弾も搭載できるようになった。なお、「ストレラ」（стрела）とはロシア語で「矢」のこと。もとは地対空ミサイルとして開発されたもので、個人携帯用のものや自動車・装甲車搭載用のものなどがある。

### Mi-2URS
名称は「自動誘導ロケットで武装したMi-2」（uzbrojony w rakiety samokierowane）を意味する。武装はMi-2URP-Gと同様である。

## 性能･主要諸元

### Mi-2URP
- 主回転翼直径：14.50 m
- テールローター直径：2.50 m
- 全長：12.00 m
- 全高：3.30 m
- 空虚重量：1,911 kg
- 通常離陸重量：2,470 kg
- 最大離陸重量：2,550 kg
- 発動機：イーウチェンコ＝プロフレース設計局製AI-26VF（Прогресс АИ-26ВФ）
- 出力：460 kW
- 超過禁止速度：160 km/h
- 巡航速度：135 km/h
- 実用航続距離：165 km
- 上昇限度：3,000 m
- ホバリング高度：2,500 m
- 乗員：2名
- 武装：23mm機関砲NS-23KM（НС-23КМ）×1、7.62mm機銃RPK（РПК）×2、対戦車ロケットコンプレックス9M14 マリュートカ（9М14 Малютка）×4または9M17 ファランガ（9M17 Фаланга）×4

※Mi-2USも基本的には同データ。武装のみ異なる。

## 運用国
ポーランド空軍
 ミャンマー空軍

## 登場作品

### ゲーム
『マーセナリーズ』
北朝鮮反乱軍の輸送ヘリコプターとして、S-5ロケット弾ポッドを搭載したMi-2URNが登場する。
『マーセナリーズ2 ワールド イン フレームス』
PS2版のみ登場。海賊が使用。